# Trennung (1994)
Trennung ist ein französisches Beziehungsdrama von Christian Vincent aus dem Jahr 1994.

## Handlung
Es ist Februar: Anne und Pierre leben seit vielen Jahren zusammen. Sie sind nicht verheiratet, haben jedoch einen 15 Monate alten Sohn, Loulou. Pierre, der als Buchillustrator arbeitet, hat sich eine Videokamera gekauft, mit der er Loulou filmt. Mit Anne geht er in ein Restaurant und ins Kino, wo sich beide Roberto Rossellinis Europa 51 ansehen. Als Pierre Annes Hand greifen will, zieht sie sie nach kurzer Zeit zurück. Seinen Fragen zu Hause weicht sie aus, doch ahnt Pierre, dass ihre Beziehung in einer Krise steckt. Er trifft sich mit seiner guten Freundin Claire, die ihn beruhigt, komme eine Krise doch in vielen Beziehungen vor. Nach dem gemeinsamen Besuch einer Geburtstagsfeier eröffnet Anne Pierre, dass sie sich in einen anderen Mann verliebt habe. Pierre reagiert ruhig und versucht Anne am Abend zu erklären, was er gefühlt hat und was ihm auf dem Heimweg durch den Kopf gegangen ist. Er versucht, ihre plötzliche Ablehnung zu verstehen, doch meint Anne nur, dass es viele kleine Dinge sind, die sie voneinander entfernt haben. Ihr neuer Freund beachte sie mehr und rede mehr mit ihr.
Einige Zeit vergeht und Pierre leidet still immer stärker unter der schwebenden Beziehung. Im Gespräch mit seinem Freund Victor meint er, das Warten mache ihn krank, weil er und Anne seit dem Abend nicht mehr über ihre Beziehung gesprochen hätten und seither so tun, als sei nichts gewesen. Als Anne ihm eines Tages erzählt, dass sie am nächsten Abend auswärts mit ihrem Freund essen werde, macht Pierre ihr klar, dass er ihn nie sehen will und auch nicht dabei sein wird, wenn sie sich für den Abend zurechtmacht. Er versucht ihr zu erklären, dass die Last, derer sie sich mit ihrer Aussprache zu ihrer neuen Beziehung entledigt habe, in gewisser Weise auf ihn übergegangen sei, doch kann er seine Gefühle kaum in adäquate Worte fassen. Obwohl ihre Beziehung zu scheitern droht, sehen sich beide vor ihren Freunden Claire und Victor weiterhin als Paar. Zu viert suchen sie ein Haus auf dem Land auf, in dem sie die Sommerzeit verbringen wollen. Es kommt wegen Nichtigkeiten zum Streit zwischen Anne und Pierre. Zurück in Paris werden beide zu Claire und Victor eingeladen, die ihnen eröffnen, dass sie heiraten wollen. Pierre ist konsterniert und will den Grund wissen, doch gibt es keinen zwingenden. Als Anne die Entscheidung des Paares begrüßt, reagiert Pierre zynisch. Auf ihre erneuten Vorwürfe hin fordert Pierre sie auf, zu gehen. Tatsächlich verlässt sie das Haus und Pierre kann sie nicht aufhalten. Sie bleibt die Nacht über weg und Pierre wartet auf sie. Als sie im Morgengrauen erscheint, fordert Pierre von ihr eine Entscheidung: Wenn sie den anderen Mann liebt, soll sie ausziehen, wenn nicht, bleiben. Sie weigert sich, diese Entscheidung zu treffen, auch wenn er mit der unklaren Situation nicht mehr umgehen kann. Es kommt zu Handgreiflichkeiten, an deren Ende Pierre aus dem gemeinsamen Schlafzimmer auszieht.
Pierre trifft sich mit Victor und verbringt später den Nachmittag mit Loulou. Als er heimkommt, reagiert Anne mit Vorwürfen, habe er sich doch sonst kaum um das gemeinsame Kind gekümmert. Es schockiert Pierre, als er erfährt, dass sie bereits mit einem Anwalt gesprochen hat und das Kind im Fall einer Trennung bei Anne leben wird. Sie macht ihm klar, dass er Loulou nur an den Wochenenden sehen wird. Ein Rechtsanwalt, den Pierre aufsucht, bestätigt Annes Aussage. Anne bringt Loulou heimlich zu ihrer Mutter und sucht ihn auf, kurz nachdem er davon erfahren hat. Pierre greift sie außer sich vor Empörung an und beide schlagen sich im Hof ihres Hauses. Anne meint, genau diese Szenen habe sie Loulou ersparen wollen.
Einige Wochen später – Loulou wird bald 18 Monate alt – hat Pierre akzeptiert, dass er zukünftig kein essentieller Teil in Loulous Leben sein wird. Er trifft Anne in ihrer gemeinsamen Wohnung an und macht ihr klar, dass nicht sie ausziehen soll, sondern er gehen werde. Beide suchen eine Bar auf. Pierre gesteht Anne, ursprünglich Angst gehabt zu haben, nach einem Auszug nahtlos durch den anderen Mann ersetzt zu werden. Sie beruhigt ihn, habe sie sich doch von dem anderen Mann getrennt. Zurück an der Wohnung verabschiedet Pierre sich vor der Tür. Er will nicht mit hineinkommen und auch Loulou nicht sehen. Laurence, das Kindermädchen des Paares, sieht auf ihrem Heimweg Pierre später orientierungslos durch eine Straße gehen. Sie bietet ihm an, ihn zu begleiten, aber er nimmt ihren Vorschlag nicht an. Auf dem Weg zum Bahnhof hat er sich verlaufen und versucht nun verzweifelt, ein Taxi zu bekommen, doch fahren alle Autos an ihm vorbei. Psychisch am Ende geht er weiter zum Bahnhof.

## Produktion
Trennung beruht auf Dan Francks Roman La séparation. Der Autor war auch am Drehbuch des Films beteiligt. Der Film kam am 9. November 1994 in die französischen Kinos. In Deutschland wurde er am 23. Juli 1997 auf premiere gezeigt.

## Kritik
Für den film-dienst war Trennung ein „mit kühler Präzision eingefangenes Beziehungsdrama, das die Perspektiven beider Beteiligten berücksichtigt“ sowie „darstellerisch hervorragend“. „Einfühlsames und beklemmendes Kammerspiel“, fasste Cinema den Film zusammen.

## Auszeichnungen
Trennung erhielt 1995 zwei César-Nominierungen: Daniel Auteuil und Isabelle Huppert waren in den Kategorien Bester Hauptdarsteller und Beste Hauptdarstellerin nominiert. 1999 erhielt Trennung bei den Satellite Awards eine Nominierung als bester fremdsprachiger Film.